# Blenina quinaria
Blenina quinaria är en fjärilsart som beskrevs av Moore 1882. Blenina quinaria ingår i släktet Blenina och familjen trågspinnare. Inga underarter finns listade i Catalogue of Life.